# Diamond Lake (Oregon)
Der Diamond Lake ist ein See im Douglas County im Süden des US-Bundesstaates Oregon.
Benannt wurde der See nach John Diamond (hat also nichts mit Diamanten zu tun). Der Siedler sichtete den See erstmals im Jahre 1852, als er sich auf dem Gipfel des nahegelegenen Schildvulkans Mount Diamond befand, der ebenfalls nach ihm benannt wurde.

## Geographie
Der auf einer Höhe von 1580 m gelegene Diamond Lake hat eine Fläche von ca. 11 km² und ist nur bis zu sechzehn Meter tief. Er ist etwa sechs Kilometer lang und zwei Kilometer breit. Östlich des Sees erhebt sich der 2799 Meter hohe Schildvulkan Mount Thielsen und westlich der 2551 Meter hohe Mount Bailey. Er ist außerdem Teil des Umpqua National Forest. Weniger als acht Kilometer südlich beginnt der Crater-Lake-Nationalpark.

## Biologie
Im Jahre 1992 wurde eine Population von Gila bicolor (Girard, 1856), als Tui chub bezeichnet, einer im Diamond Lake nicht heimischen Fischart der Familie der Karpfenfische, entdeckt. Die Fische vermehrten sich schnell und beeinflussten das Ökosystem des Sees negativ. Ein Rückgang der Population von Regenbogenforellen sowie eine Bedrohung heimischer Insektenarten wurde festgestellt. Das Oregon Department of Fish and Wildlife vergiftete daraufhin im Jahre 2006 das Gewässer und damit die Population der Tui chub, um den ursprünglichen Zustand wiederherzustellen. Das Projekt war erfolgreicher als erwartet, denn bereits im Jahr 2007 konnte eine erhebliche Erholung des Ökosystems beobachtet werden.